# Fuentes Claras
Fuentes Claras è un comune spagnolo situato nella comunità autonoma dell'Aragona.